# Обжимка (САУ)
«Обжимка» — радянська 120 мм самохідна артилерійська гармата. САУ була створена на шасі легкого танка «Об'єкт 934». Розроблено в спеціальному конструкторському бюро Пермського машинобудівного заводу ім. Леніна під керівництвом ЦНДІ «Точмаш». Серійно не випускалася.
У різних джерелах згадується під наступними найменуваннями:
1. 120 мм авіадесантна самохідна артилерійська гармата 2С31 на шасі з вузлами і агрегатами БМД-1/БМД-2.
2. 120 мм самоходна артилерійська гармата 2С31 на шасі легкого танку Об'єкт 934
3. 120 мм десантована самохідна артилерійська гармата «Обжимка», варіант 2С31 для ПДВ
4. 2С21 — 120 мм самохідна артилерійська гармата «Вена» (1—й варіант на шасі виробництва ВгТЗ)
5. «Обжимка» — 120 мм самохідна артилерійська гармата на базі семикаткового шасі БМД-3

## Історія створення
Після успішного застосування самохідної артилерійської установки 2С9 в військах ПДВ під час бойових дій в Афганістані, Міністерством оборони було прийнято рішення про створення гармати наступного покоління.
Був створений всього один балістичний макет. Після випробувань, роботи по цій машині були припинені, а всі напрацювання використовувалися згодом при створенні САУ 2С31.

## Опис конструкції

### Броньовий корпус і башта
«Обжимка» має зварену башту закритого типу зі сталевих катаних броньових листів. Має можливість кругового обертання.

### Озброєння
Як основне озброєння використовувалася 120 мм напівавтоматична гармата-гаубиця-міномет, яка мала заводське позначення ЛП-—77 (прототип 2А80, індекс ГРАУ не присвоєно). Гармата ЛП—77 здатна стріляти усіма типами 120 мм мін, як вітчизняного, так і зарубіжного виробництва. А також спеціальними 120 мм снарядами з готовими нарізами.
Як додаткове озброєння використовувався 7,62 мм кулемет ККТ.
Також на машині були встановлені 6 гранатометів системи постановки димової завіси 902У «Туча», для стрільби 81 мм димовими гранатами.

### Засоби зв'язку і спостереження
Для стрільби в денних умовах використовувався приціл прямого наведення 1П23. У нічних умовах було передбачено використання прицілу 1ПН47. Також машина оснащувалася лазерним далекоміром 1Д20. Для прицільної стрільби зкулемета в командирській башточці був встановлений пульт прицілювання і управління ПЗУ-—5 (ПЗУ—7).
Для зв'язку в машині була встановлена радіостанція Р—173.

### Ходова частина
За базу було взято шасі дослідного легкого плавучого танка — «Об'єкт 934».

## Екземпляри
В даний момент макет «Обжимки» зберігся і знаходиться в ЦНДІ «Точмаш».